# Jevnica
Jevnica je naselje v Občini Litija in sedež istoimenske krajevne skupnosti. Krajevna skupnost Jevnica obsega poleg Jevnice še območja naselij Zgornja Jevnica, Kresniške Poljane in Golišče.

Krajevna skupnost Jevnica združuje naslednje organizacije:

Športno društvo Jevnica,

Kulturno društvo Jevnica,

Mladinsko društvo Jevnica

## Zgodovina kraja
Kraji Krajevne skupnosti Jevnica so bili poseljeni že v 15. stoletju, v lasti naj bi jih imel graščak Wernecki. V tistem času se je po vaseh začelo širiti kajžarstvo ter brodarstvo, ki je bilo na Savi razvito že v dobi Rimljanov (konec leta 476) ter je vrh doseglo konec 18. in v začetku 19. stoletja, ko so v Kresniških Poljanah tudi zgradili brodarsko postajo. Kasneje so leta 1841 so v Kresniških Poljanah zgradili podružnično cerkev, ki je spadala pod župnijo Kresnice. V Jevnici je bila prva šola zgrajena leta 1921, sedem let kasneje pa so domačini zgradili železniško postajo Jevnica, ki še danes stoji na istem mestu ter povezuje progo Ljubljana - Zidani most. Najnovejši objekt pa je iz leta 1983, ko so zgradili Otroški vrtec Jurček.